# Långstjärtad cistikola
Långstjärtad cistikola (Cisticola aberrans) är en fågel i familjen cistikolor inom ordningen tättingar.

## Utbredning och systematik
Långstjärtad cistikola delas in i åtta underarter i två grupper med följande utbredning:
- emini-gruppen
  - C. a. admiralis – Guinea till Sierra Leone, Mali och södra Ghana
  - C. a. petrophilus – norra Nigeria och Kamerun österut till nordöstra Demokratiska republiken Kongo, södra Sydsudan och norra Uganda
  - C. a. emini -–södra Kenya till norra Tanzania
- aberrans-gruppen
  - C. a. nyika – sydvästra Tanzania, Zambia, Malawi, Zimbabwe och Moçambique
  - C. a. lurio – Malawi (öster om Rift Valley) och angränsande nordvästra Moçambique
  - C. a. aberrans - sydöstra Botswana och nordöstra Sydafrika
  - C. a. minor – låglänta områden i södra Moçambique, östra Swaziland samt östra och sydöstra Sydafrika

Underartsgruppen emini urskildes tidigare som egen art, "klippcistikola" (C. emini). Tidigare inkluderades även huambocistikolan (C. bailunduensis) i arten, men den urskiljs sedan 2016 som egen art av Birdlife International och naturvårdsunionen IUCN, sedan 2024 även av IOC.

## Status
Arten har ett stort utbredningsområde och beståndet anses vara stabilt. Internationella naturvårdsunionen IUCN listar den därför som livskraftig (LC).